# Pseudopataecus taenianotus
Pseudopataecus taenianotus är en fiskart som beskrevs av Johnson 2004. Pseudopataecus taenianotus ingår i släktet Pseudopataecus och familjen Aploactinidae. Inga underarter finns listade i Catalogue of Life.